# Hellweg vor dem Santforde
Der Hellweg vor dem Santforde ist eine ehemalige Handelsstraße.
In West-Ost-Richtung verlaufend führte der Hellweg von den Isselstädten (Zwolle, Deventer, Arnheim) in den Niederlanden über Rheine nach Bremen und  Ostwestfalen (Region um Minden und Paderborn). Er schloss in Minden an den Westfälischen Hellweg an und vereinigte sich dort mit dem Hellweg unter dem Berg.
An der Bückethaler Landwehr zwischen Bantorf und Bad Nenndorf erreichte der Hellweg das Gebiet der heutigen Region Hannover. Von hier aus verlief er über Wichtringhausen, Goltern, Leveste, Gehrden, Ronnenberg und Pattensen zur Leine. Von dort aus führte er weiter über Sarstedt nach Hildesheim.
Es sind verschiedene Burgen und Wehranlagen bekannt, die den Hellweg sicherten. Zu ihnen gehören neben der Heisterburg im Deister mit dem Ringwall auf dem Gehrdener Berg eine Befestigungsanlage bei Gehrden. Bei Osnabrück kreuzte er den Bremer Heerweg nahe der Schnippenburg, die als Fernhandelsort aus der Zeit des 3. Jahrhunderts v. Chr. gedeutet wird.
Ein Abzweig des Hellwegs führte entlang des Nordrandes des Deisters über Wennigsen und Calenberg nach Hildesheim. Im Osten ist er heute teilweise mit der Bundesstraße 65 identisch.